# Piotr Ćwielong
Piotr Ćwielong (ur. 23 kwietnia 1986 w Chorzowie) – polski piłkarz występujący na pozycji pomocnika lub napastnika w klubie LKS Pogórze (siódmy poziom ligowy). Jednokrotny reprezentant Polski.

## Kariera klubowa

### Początki kariery
Piotr Ćwielong w wieku 7 lat zapisał się na treningi do Ruchu Chorzów, gdzie trenował go Gerard Cieślik. W wieku 11 lat trafił do szkółki piłkarskiej klubu Stadion Śląski Chorzów. Stamtąd trafił w 2004 roku ponownie do Ruchu Chorzów. W ciągu 4 sezonów w śląskim klubie zagrał w 116 meczach Ruchu, w których zdobył 30 bramek. Ćwielong swoją pierwszą bramkę dla Ruchu strzelił 24 kwietnia 2004 roku w spotkaniu z Pogonią Szczecin, dzień po swoich 18. urodzinach.

### Wisła Kraków
Od sezonu 2007/2008 Ćwielong grał w Wiśle Kraków, z którą związał się 4-letnim kontraktem. Z Wisłą Kraków zdobył mistrzostwo Polski w sezonie 2007/2008. Nie zdołał się jednak przebić do podstawowego składu Białej Gwiazdy i w 2008 roku został wypożyczony do swojego byłego klubu Ruchu Chorzów. Po upłynięciu rocznego wypożyczenia, Ćwielong powrócił do Wisły Kraków. 7 marca 2009 roku, w spotkaniu z Polonią Warszawa dał świetną zmianę znacznie ożywiając grę Wisły i asystując przy zwycięskiej bramce Pawła Brożka. Swoją pierwszą bramkę dla Wisły zdobył 22 marca 2009 roku w meczu derbowym z Cracovią. 17 maja Ćwielong zdobył bramkę oraz zaliczył asystę przy golu Patryka Małeckiego, w spotkaniu z ŁKS Łódź. Sezon 2008/2009 zakończył zdobyciem Mistrzostwa Polski z „Białą Gwiazdą”. 15 lipca 2009 roku Ćwielong zdobył bramkę dla Wisły po podaniu Pawła Brożka, w swoim debiucie w europejskich pucharach, w spotkaniu drugiej rundy eliminacyjnej Ligi Mistrzów z Levadią Tallinn. 16 stycznia 2010 roku Wisła poinformowała, że Ćwielong został sprzedany do Śląska Wrocław.

### Śląsk Wrocław
Ćwielong ze Śląskiem podpisał 3,5-letni kontrakt. W sezonie 2010/2011 zdobył z wrocławskim klubem wicemistrzostwo Polski a w sezonie 2011/2012 mistrzostwo.

### VfL Bochum
8 czerwca 2013 roku podpisał czteroletni kontrakt z niemieckim VfL Bochum. W pierwszym meczu Pucharu Niemiec strzelił dwie bramki. W kolejnym meczu ligowym otrzymał czerwoną kartkę.

### Ruch Chorzów
4 lipca 2016, podpisując dwuletni kontrakt, po raz trzeci w karierze został zawodnikiem Ruchu Chorzów. W rundzie jesiennej sezonu 2016/17, wystąpił łącznie w 21 meczach tej drużyny, strzelając w nich 5 bramek. 3 stycznia 2017 rozwiązał kontrakt z klubem.

### 1. FC Magdeburg
31 stycznia 2017, podpisał półroczny kontrakt z niemieckim, trzecioligowym klubem 1. FC Magdeburg. W zespole zadebiutował 4 marca 2017 w przegranym 1:2, ligowym meczu z rezerwami FSV Mainz, pojawiając się na boisku w 66 minucie meczu.
W sezonie 2019/20 zagrał dla LKS Goczałkowice-Zdrój dziewięć spotkań ligowych i zdobył cztery bramki. W meczu barażowym zdobył dodatkowe dwa trafienia.
Jest trenerem reprezentacji Podokręgu Katowice do lat 11. Otworzył też szkółkę, w której trenuje dzieci pod kątem techniki indywidualnej.

## Statystyki kariery klubowej
Stan na 6 czerwca 2018
| Klub                     | Sezon                    | Liga                     | Liga  | Liga   | Puchary krajowe | Puchary krajowe | Puchary europejskie | Puchary europejskie | Inne  | Inne   | Suma  | Suma   |
| Klub                     | Sezon                    | Liga                     | Mecze | Bramki | Mecze           | Bramki          | Mecze               | Bramki              | Mecze | Bramki | Mecze | Bramki |
| ------------------------ | ------------------------ | ------------------------ | ----- | ------ | --------------- | --------------- | ------------------- | ------------------- | ----- | ------ | ----- | ------ |
| Ruch Chorzów             | 2003/2004 (w)            | II liga                  | 14    | 3      | –               | –               | –                   | –                   | 2     | 1      | 16    | 4      |
| Ruch Chorzów             | 2004/2005                | II liga                  | 31    | 8      | 1               | 0               | –                   | –                   | 2     | 0      | 34    | 8      |
| Ruch Chorzów             | 2005/2006                | II liga                  | 31    | 8      | 1               | 0               | –                   | –                   | –     | –      | 32    | 8      |
| Ruch Chorzów             | 2006/2007                | II liga                  | 31    | 9      | 3               | 1               | –                   | –                   | –     | –      | 34    | 10     |
| Wisła Kraków             | 2007/2008 (j)            | Ekstraklasa              | 6     | 0      | 6               | 0               | –                   | –                   | –     | –      | 12    | 0      |
| Ruch Chorzów (wyp.)      | 2007/2008 (w)            | Ekstraklasa              | 11    | 4      | 2               | 0               | –                   | –                   | –     | –      | 13    | 4      |
| Ruch Chorzów (wyp.)      | 2008/2009 (j)            | Ekstraklasa              | 14    | 0      | 7               | 2               | –                   | –                   | –     | –      | 21    | 2      |
| Wisła Kraków             | 2008/2009 (w)            | Ekstraklasa              | 13    | 2      | 2               | 0               | –                   | –                   | –     | –      | 15    | 2      |
| Wisła Kraków             | 2009/2010 (j)            | Ekstraklasa              | 17    | 2      | 3               | 2               | 2                   | 1                   | –     | –      | 22    | 5      |
| Śląsk Wrocław            | 2009/2010 (w)            | Ekstraklasa              | 12    | 0      | –               | –               | –                   | –                   | –     | –      | 12    | 0      |
| Śląsk Wrocław            | 2010/2011                | Ekstraklasa              | 26    | 3      | 0               | 0               | –                   | –                   | –     | –      | 26    | 3      |
| Śląsk Wrocław            | 2011/2012                | Ekstraklasa              | 16    | 1      | 3               | 0               | 3                   | 0                   | –     | –      | 22    | 1      |
| Śląsk Wrocław            | 2012/2013                | Ekstraklasa              | 28    | 8      | 7               | 1               | –                   | –                   | –     | –      | 35    | 9      |
| VfL Bochum               | 2013/2014                | 2. Bundesliga            | 30    | 1      | 2               | 2               | –                   | –                   | –     | –      | 32    | 3      |
| VfL Bochum               | 2014/2015                | 2. Bundesliga            | 6     | 0      | 0               | 0               | –                   | –                   | –     | –      | 6     | 0      |
| VfL Bochum               | 2015/2016                | 2. Bundesliga            | 3     | 0      | 0               | 0               | –                   | –                   | –     | –      | 3     | 0      |
| Ruch Chorzów             | 2016/2017 (j)            | Ekstraklasa              | 20    | 5      | 1               | 0               | –                   | –                   | –     | –      | 21    | 5      |
| 1. FC Magdeburg          | 2016/2017 (w)            | 3. Liga                  | 5     | 1      | 0               | 0               | –                   | –                   | –     | –      | 5     | 1      |
| GKS Tychy                | 2017/2018                | I liga                   | 20    | 4      | 3               | 0               | –                   | –                   | –     | –      | 23    | 4      |
| Łącznie w Ruchu Chorzów  | Łącznie w Ruchu Chorzów  | Łącznie w Ruchu Chorzów  | 152   | 32     | 15              | 3               | 0                   | 0                   | 4     | 1      | 171   | 36     |
| Łącznie w Wiśle Kraków   | Łącznie w Wiśle Kraków   | Łącznie w Wiśle Kraków   | 36    | 4      | 11              | 2               | 2                   | 1                   | 0     | 0      | 49    | 7      |
| Łącznie w Śląsku Wrocław | Łącznie w Śląsku Wrocław | Łącznie w Śląsku Wrocław | 82    | 12     | 10              | 1               | 3                   | 0                   | 0     | 0      | 95    | 13     |
| Łącznie w VfL Bochum     | Łącznie w VfL Bochum     | Łącznie w VfL Bochum     | 39    | 1      | 2               | 2               | 0                   | 0                   | 0     | 0      | 39    | 3      |
| Łącznie w 1.FC Magdeburg | Łącznie w 1.FC Magdeburg | Łącznie w 1.FC Magdeburg | 5     | 1      | 0               | 0               | 0                   | 0                   | 0     | 0      | 5     | 1      |
| Łącznie w GKS Tychy      | Łącznie w GKS Tychy      | Łącznie w GKS Tychy      | 20    | 4      | 3               | 0               | 0                   | 0                   | 0     | 0      | 23    | 4      |
| Łącznie w I lidze        | Łącznie w I lidze        | Łącznie w I lidze        | 20    | 4      | –               | –               | –                   | –                   | –     | –      | 20    | 4      |
| Łącznie w II lidze       | Łącznie w II lidze       | Łącznie w II lidze       | 107   | 28     | –               | –               | –                   | –                   | –     | –      | 107   | 28     |
| Łącznie w Ekstraklasie   | Łącznie w Ekstraklasie   | Łącznie w Ekstraklasie   | 163   | 25     | –               | –               | –                   | –                   | –     | –      | 163   | 25     |
| Łącznie w 2. Bundeslidze | Łącznie w 2. Bundeslidze | Łącznie w 2. Bundeslidze | 38    | 1      | –               | –               | –                   | –                   | –     | –      | 38    | 1      |
| Łącznie w 3. Lidze       | Łącznie w 3. Lidze       | Łącznie w 3. Lidze       | 5     | 1      | –               | –               | –                   | –                   | –     | –      | 5     | 1      |

## Kariera reprezentacyjna
Piotr Ćwielong występował w reprezentacji juniorskiej rocznika 1986, do której powoływał go Dariusz Dziekanowski, oraz w reprezentacji młodzieżowej U-21, prowadzonej przez Andrzeja Zamilskiego. W reprezentacji juniorskiej zagrał w dziewięciu meczach, strzelając w nich dwa gole. W reprezentacji Polski U-21 wystąpił 11 razy i zdobył dwie bramki.
8 września 2009 roku zadebiutował w nowo powstałej reprezentacji Polski U-23 w spotkaniu z Walią. 11 października zagrał w meczu z Portugalią.
19 listopada 2013 roku powołany przez Adama Nawałkę, zadebiutował w dorosłej Reprezentacji Polski w meczu przeciwko Irlandii.
| Mecze i gole w reprezentacji | Mecze i gole w reprezentacji | Mecze i gole w reprezentacji | Mecze i gole w reprezentacji | Mecze i gole w reprezentacji | Mecze i gole w reprezentacji | Mecze i gole w reprezentacji |
| #                            | Data                         | Miasto                       | Przeciwnik                   | Gol                          | Wynik                        | Rozgrywki                    |
| ---------------------------- | ---------------------------- | ---------------------------- | ---------------------------- | ---------------------------- | ---------------------------- | ---------------------------- |
| 1.                           | 19 listopada 2013            | Poznań, Polska               | Irlandia                     |                              | 0:0                          | Mecz towarzyski              |

## Osiągnięcia

### Ruch Chorzów
- I Liga: 2006/2007

### Wisła Kraków
- Ekstraklasa: 2007/08, 2008/2009

### Śląsk Wrocław
- Ekstraklasa: 2011/2012